# Sinopidonia
Sinopidonia is een kevergeslacht uit de familie van de boktorren (Cerambycidae). De wetenschappelijke naam van het geslacht werd voor het eerst geldig gepubliceerd in 1999 door Holzschuh.

## Soorten
Sinopidonia is monotypisch en omvat slechts de volgende soort:
- Sinopidonia splendida Holzschuh, 1999